# القمة العربية 2008 (دمشق)
قمة دمشق هو مؤتمر القمة العربية العشرين عقد يوم السبت في 29 مارس/آذار 2008، في العاصمة السورية دمشق. وبتحضيرات كبيرة ومتميزة من الدولة المضيفة سوريا رغم كافة الضغوط، عقد الموتمر وحضره عدد من القادة يفوق موتمرات عربية سابقة، وقد شارك 11 قائد عربي وغياب 9 ومقاطعة لبنان للقمة، إضافة إلى كافة الدول العربية التي مثلت في المؤتمر بوزراء ورؤساء وفود غير القادة المشاركين بالمؤتمر مما يدل على حضور جيد وناجح بكل المقايس وبشكل أكبر من التوقعات.
وقد اجتمع وزراء الخارجية العرب في دمشق يوم الجمعة الموافق 28 مارس 2008 وقد حضر الاجتماع 18 وزير خارجية وهذا بحد ذاته من أعلى مستويات الحضور في القمم العربية لوزراء الخارجية العرب، وقد تغيب لبنان بسبب الضغوط الخارجية وعدم انتخاب رئيس جديد.
تم الاجتماع التحضيري للقمة بنجاح كبير وإجماع على البنود الأساسية. وجدول الأعمال التي تضمن القضايا الأساسية في المنطقة، مسار القضية الفلسطينية، تطور الصراع العربي الإسرائيلي، المشكلة اللبنانية، وأكد الوزراء على احترام وحدة وسيادة العراق، واتخاذ موقف عربي موحد لاخلاء منطقة الشرق الأوسط من الأسلحة النووية وبحث التضامن العربي وتنقية الاجواء العربية ومبادرة السلام العربية والقضايا الحيوية كافة في المنطقة.
رغم كل الصعاب، انعقدت قمة دمشق ونجحت في سوريا واتخذت قرارت مهمة، حيث نجحت في فتح الطريق أمام العرب للتعاون وحل خلافاتهم وأنه ليس أمامهم سوى التضامن، الشعار الذي أطلقته قمة دمشق.